# 자전거 프레임

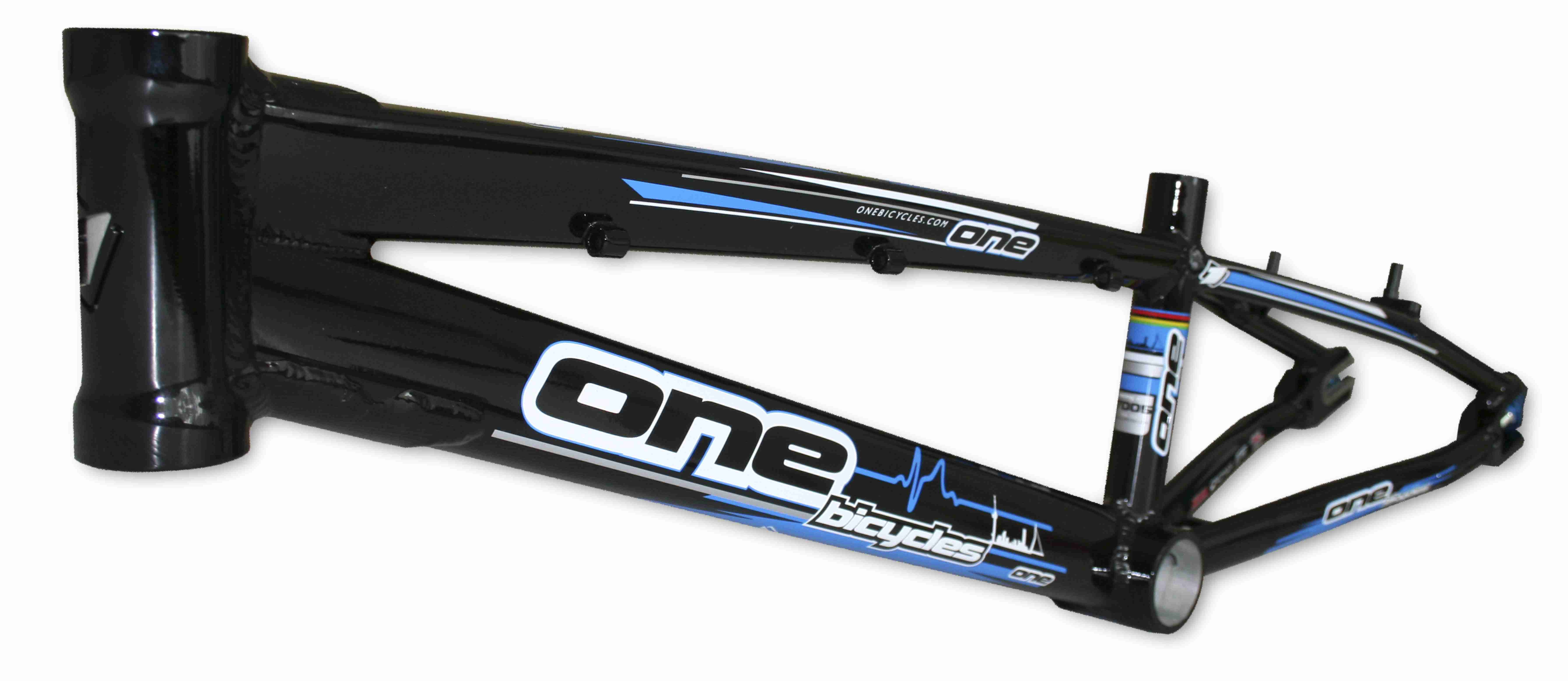
Bmx 프레임

자전거 프레임은 손잡이 등 조항계와 바퀴 등 구동계와 합쳐져 자전거를 이루는 틀이다. 현대에 쓰이는 보통 자전거 뼈대는 두 개의 삼각형으로 이루어져 있는데, 손잡이와 발판과 안장이 이루는 주된 삼각형과 뒷 바퀴 축과 만드는 뒷 삼각형으로 모양을 따서, 다이아몬드 프레임(영어: diamond frame)라고 부른다.

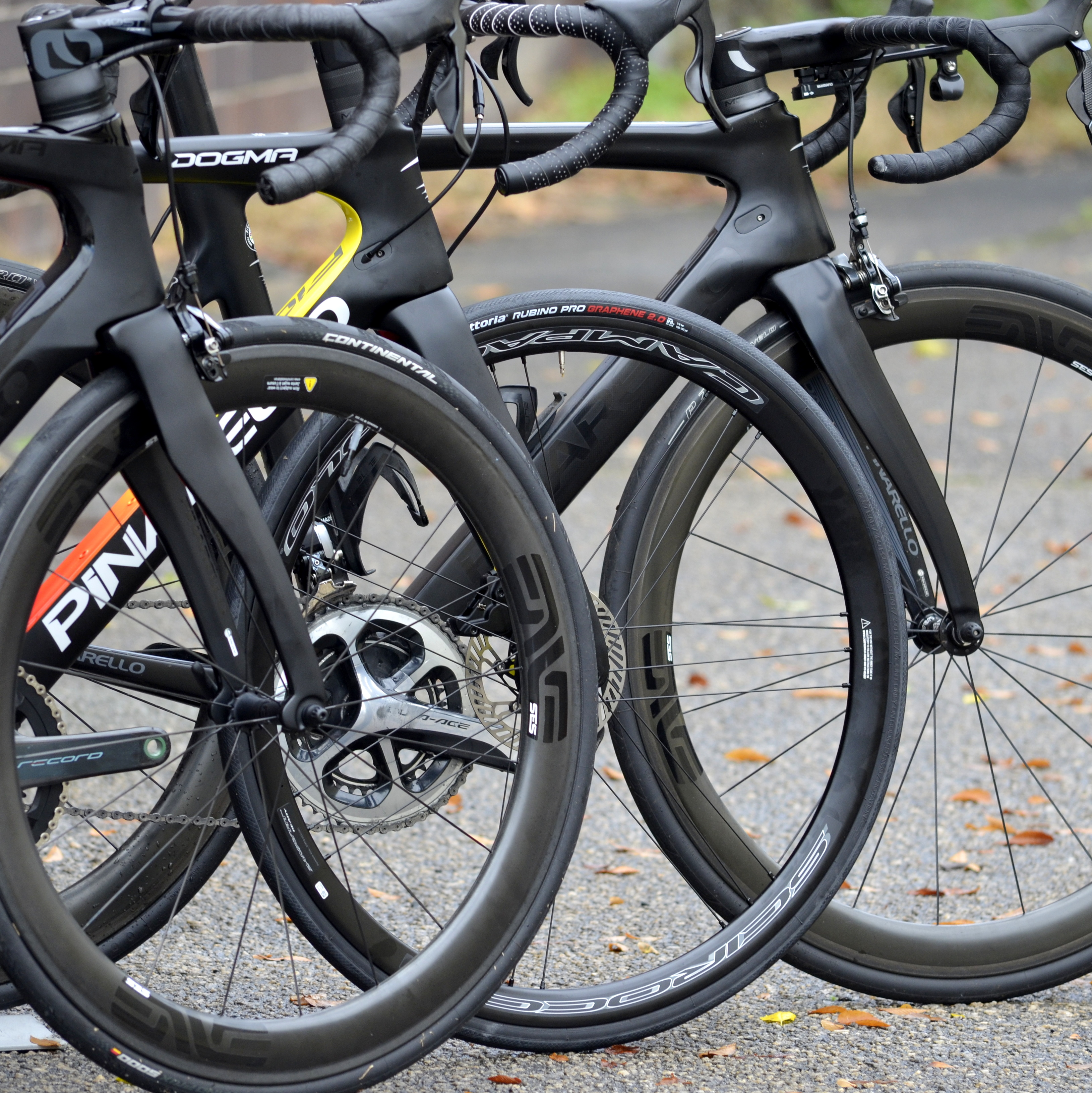
로드 프레임

대한민국에서는 자동차, 자전거 등의 뼈대를 프레임(영어: frame)으로 많이 부르는데, 국립국어원 외래어 표기법에서는 틀로 순화하였다.

## 종류

### 다이아몬드 형
보통 자전거에서 가장 많이 쓰이는 형태인 다이아몬드 뼈대의 주된 앞 삼각형은 엄밀히 말해서 정확한 삼각형은 아니고, 네개의 부재로 이루어져 있다.
- 앞대 : 헤드튜브(head tube)
- 윗대 : 탑튜브(top tube)
- 아랫대 : 다운튜브(down tube)
- 안장대 : 싯튜브(seat tube)

뒷 삼각형은 안장대와
- 안장지지대 : 싯스테이(seat stay)
- 사슬지지대 : 체인스테이(chain stay)

로 결합되어 있다.
앞대는 헤드셋을 끼우는데 갈퀴와 연결된다. 윗대는 앞대와 안장대를 가로로 이어주고, 아랫대는 뒤로 기울어져 앞대와 크랭크 중심축을 연결한다.
뒷 삼각형은 바퀴가 결합되는 드라파웃(영어: dropout)으로 연결되는데, 안장봉이 꼽히는 안장대와 안장지지대, 사슬지지대로 이루어져 있다.

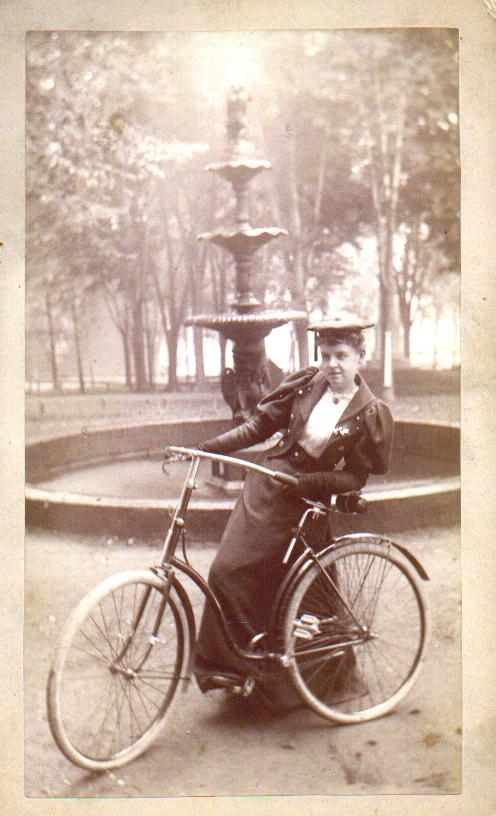
1980년대 스텝스루 자전거를 탄 여자

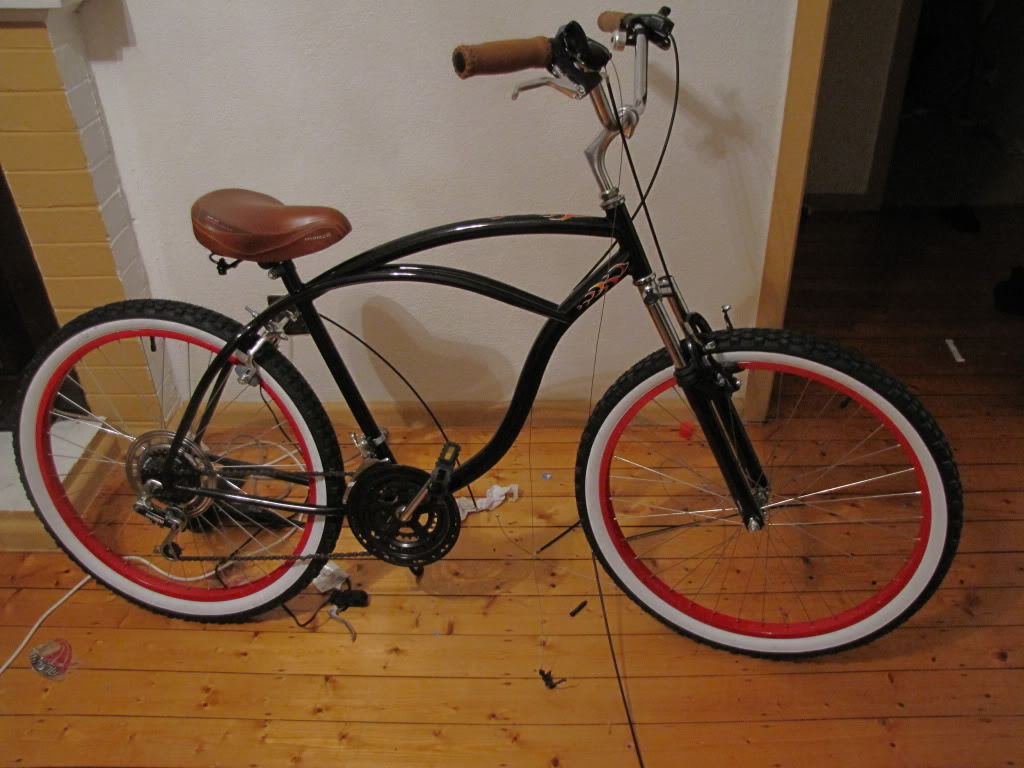
외팔보 형 자전거

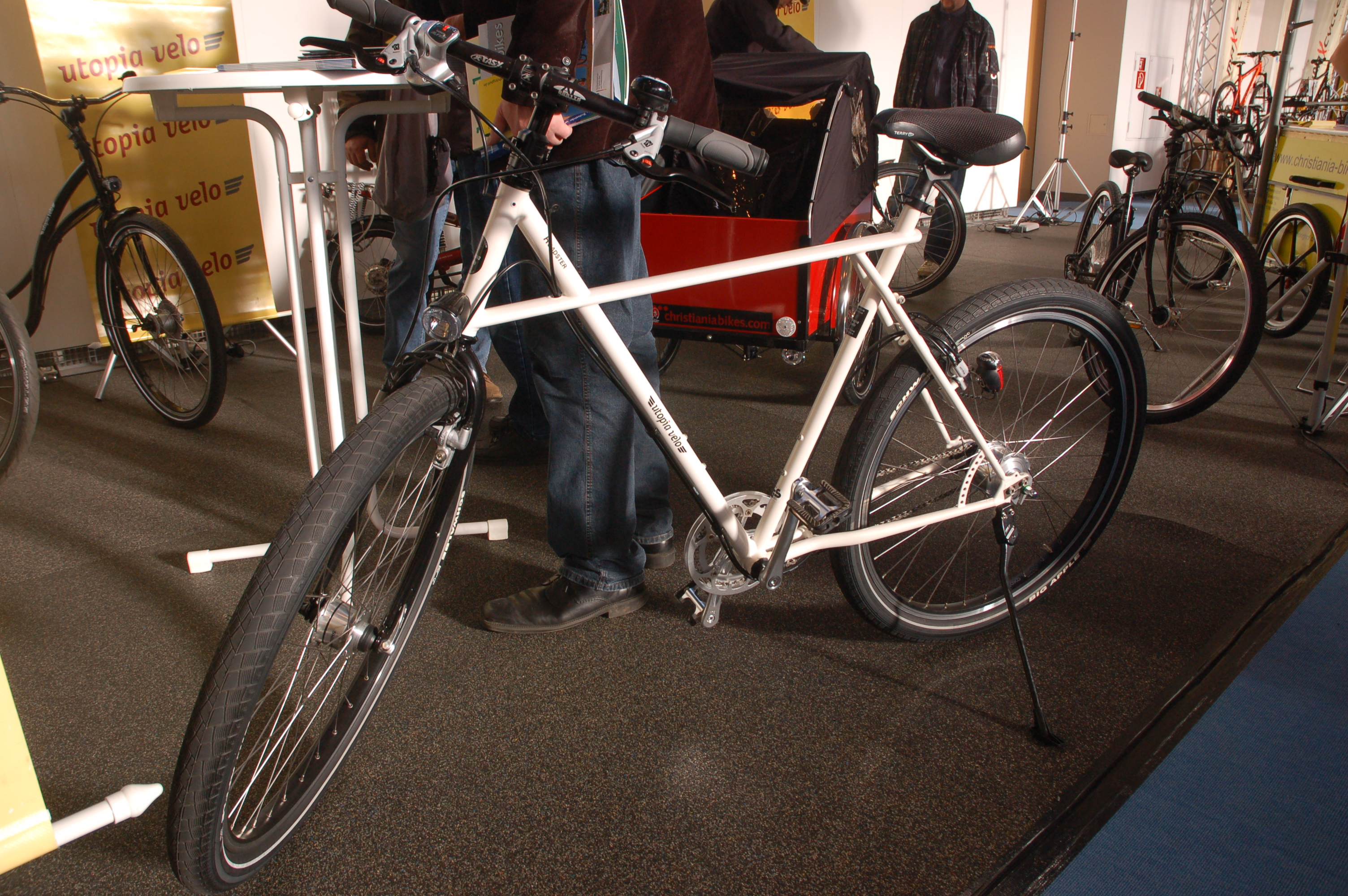
독일산 괴짜 자전거

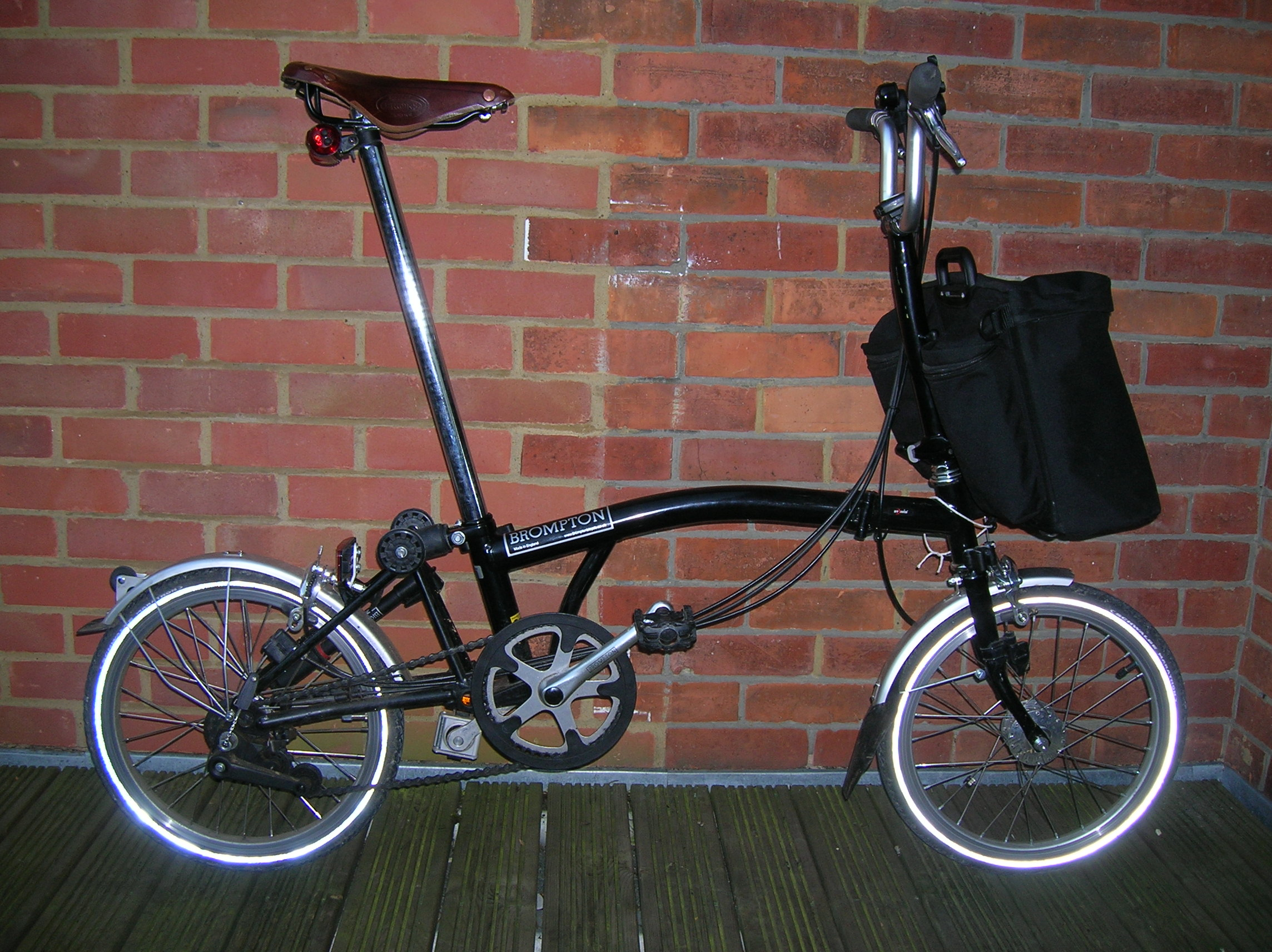
보롬톤 접이식 자전거

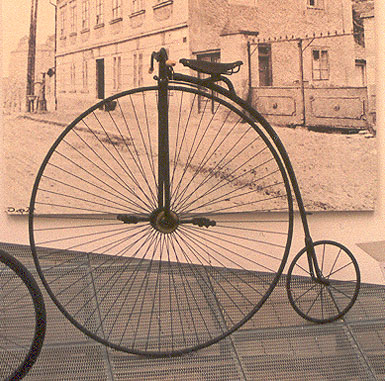
체코 스코다 오노 박물관에 전시된 페니파딩 자전거

### 스텝스루 형
스텝스루 뼈대(영어: step-through frame) 혹은 로스텝 뼈대(영어: low-step frame)는 다이아몬드 뼈대에서 윗대가 빠진 모양으로 자전거를 타고 내릴 때 다리를 올리지 않아도 되므로, 치마나 드레스를 입은 여자가 타기에 좋은 자전거로 개발되었다.
타고 내리기 쉬워 일반 생활형 자전거로 많이 만들어졌으며, 윗대가 빠진 만큼 아랫대를 보강한 형태가 많다.

### 외팔보 형
외팔보 형 뼈대는 안장지지대가 안장봉을 지나 앞대까지 곡선으로 연결된 형태로 크루저 자전거나 로우라이더 자전거, 휠리 자전거 등에서 널리 쓰인다.

### 리컴번트
리컴번트 자전거나 엎드려 타는 자전거 뼈대

### 교차, 거더 형
윗대, 아랫대 두 뼈대가 서로 교차하거나, 앞대에서 뒷 중심축까지 한 뼈대로 연결된 형태가 있으나 기하학상 다이아몬드 뼈대에 비해 유리한 구조는 아니다.

### 트러스 형
뼈대를 덧대어 트러스 형으로 만든 자전거

### 접이식
스트라이다나 미니벨로 등 운반이나 보관에 편리하게 접을 수 있도록 만든 자전거

### 페니파딩
페니파딩(영어: pennyfarthing)은 앞 바퀴가 크고 뒷 바퀴가 상대적으로 적은 자전거

### 이인용
탠덤, 소셔벌 자전거는 여러명을 태울 수 있도록 만든 뼈대를 쓴다.

### 기타
- 안장대가 없이 윗대가 앞대에 매달려 있는 모양
- 윗대가 없이 그래미 오브리가 발명한 자전거 〈올드 페이스풀〉
- 철선을 이용해서 앞대에서 뒷 바퀴 축으로 연결되는 뼈대와 안장대만 가진 자전거[2]
- 안장대와 안장지지대, 사슬지지대를 원형 뼈대로 만든 것[3]

## 기하구조
자전거 뼈대 기하구조(영어: frame geometry)는 각 뼈대 길이와 각도로 결정된다. 안장대와 앞대의 각도, 안장대 길이와 윗대 수평 길이 등으로 뼈대 기하구조를 비교하기도 한다.
뼈대가 결정되면 안장이나 발판, 손잡이 등으로 상대적 위치를 미세하게 조정할 수 있다.
- 안장 높이 : 바닥 받침대 중심에서 안장 중앙부까지 거리
- 도달 거리(reach) : 안장과 손잡이까지 거리
- 드랍(drop) : 안장과 손잡이 윗 부분에서의 높이차
- 셋백(setback) : 안장 앞 부분과 바닥 받침대 중심간 수평 거리
- 스텐도버(standover height) : 바닥에서부터 윗대까지 높이

### 크기

보통 쓰는 단위

뼈대 크기는 보통 바닥 받침대 중심과 윗대 중심간 거리로 나타내는데, 이것에 따라 발판을 밟을 수 있는 가장 적당한 안장 높이가 결정되기 때문이다. 뼈대 크기는 인치로 표시하고, 자전거 제조사에 따라 바닥 받침대 중심에서 안장대 윗부분까지를 표시하기도 한다.
한국 사람은 다리 길이에 비해 상체가 긴편으로, 윗대 수평 길이가 몸에 맞는 자전거를 타는 것이 더 좋을 수도 있다.
여행용 자전거는 조향성을 중시하므로 뼈대가 상대적으로 길어지고, 경주용은 아담한 크기가 유리한 등 산악, 도로, 트라이애슬론 등의 용도에 따라 자신에게 맞는 자전거 규격이 달라진다.

## 재료
처음 자전거 뼈대는 쇠로 만들었는데, 근래에는 가벼운 알루미늄 합금을 많이 쓰고 있으며, 전문가용으로 탄소섬유, 티타늄으로도 만들고 있다.
자전거 뼈대 재료 조건은 다음과 같다.
- 힘을 잘 전달 할 수 있는 강성과 인장강도
- 균열이나 변형을 결정하는 연성
- 가벼운 무게
- 험한 주행에도 부러지지 않는 피로 한계

### 철재
스틸프레임이라 부르며, 보통 뼈대 안을 깍아서 무게를 줄이는 공법을 쓴다. 크로몰리, 몰리브덴 강 합금 등도 쓰인다.

### 알루미늄 합금
알루미늄은 철재에 비해 가볍지만 부러지기 쉬웠으나, 1970년대 이후 효율적인 합금 기술과 용접 기술이 개발되어 자전거 뼈대 재료로 널리 쓰이게 되었다.

### 티타늄
티타늄은 가격은 비싸나, 잘 녹슬지 않고 무게에 비해 강성이 높아 관 지름이 적게 만들 수 있다.

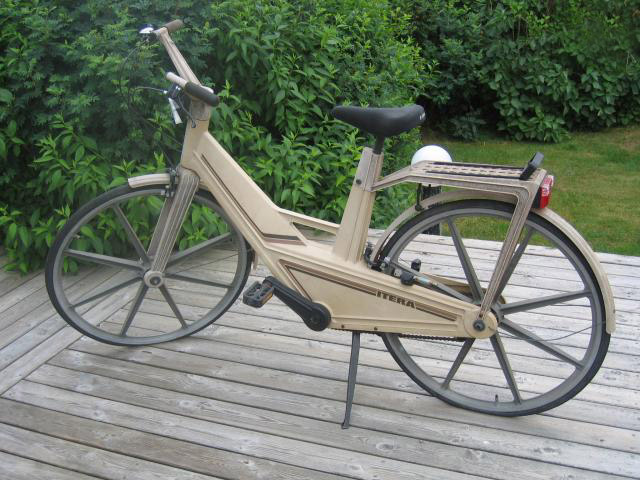
1980년대 초에 만들어진 이터라 플라스틱 자전거

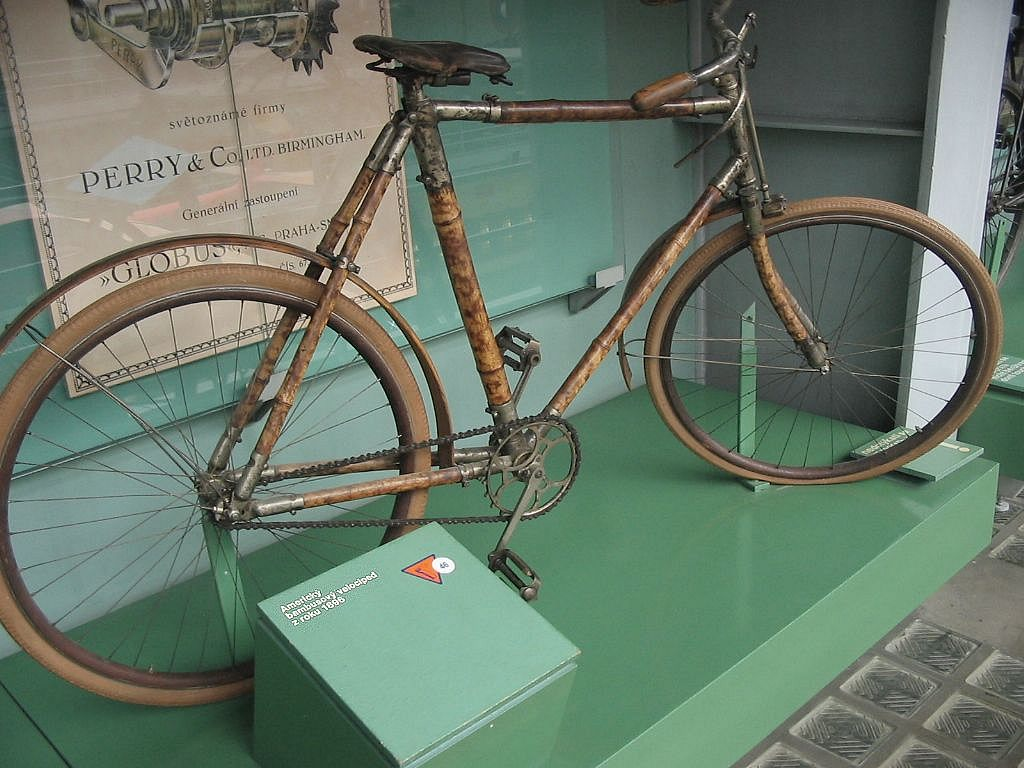
프라하 기술 박물관에 전시된 1896년 미국산 대나무 자전거

### 탄소섬유
탄소섬유 역시 비싼편이나, 가볍고 부식에 강하며 어떤 형태로든 만들기 쉬운 좋은 점이 있다. 접합이 어려워 보통 통뼈대로 만드는 수가 많다.

### 열가소성 플라스틱
재가열과 성형 능력이 뛰어나 중합물 계통인 열가소성 플라스틱도 쓴다. 탄소섬유의 성형 도구로 복합해서 만든다.

### 마그네슘
알루미늄 밀도의 64%를 갖고 있는 가벼운 재료이며 탄성계수가 낮아 자전거를 탄 사람의 충격에너지를 효과적으로 흡수할 수 있다. 화학 반응으로 인한 부식이 단점이다.

### 스칸디움
스칸디움을 알루미늄 합금으로 쓰면 용접성을 좋게 하고 뼈대 직경을 작게 만들 수 있다.

### 기타
- 대나무
- 나무
- 복합재료

## 관내부 깍기
관 내부의 필요없는 단면을 깍아내 무게를 가볍게 만드는 것을 버티드(butted) 공법이라고 하고, 횟수에 따라 더블 버티드(double butted), 트리플 버티드(tripple butted) 등으로 부른다. 예를 들면 트리플 버티드 알루미늄 합금은 세 종류의 단면을 갖게된다. 보통 단면 끝의 용접 부위가 가장 두껍고 중간 부분은 얇게 만들게 된다.

## 같이 보기
- 자전거
- 자전거 포크